# Плач

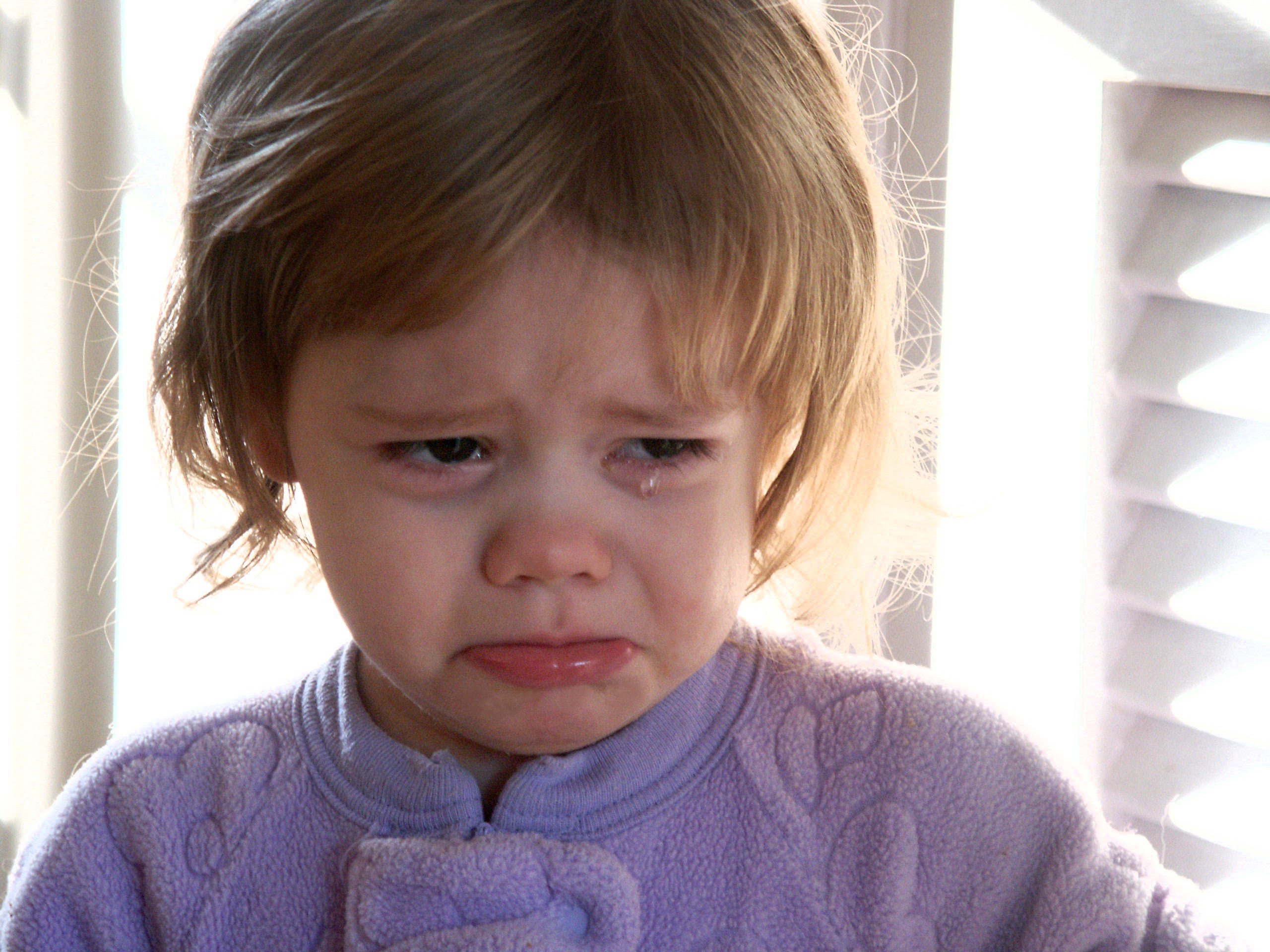
Дитина плаче

Плач — одна з фізіологічних реакцій людини, що супроводжує стрес. Як правило, виникає при сильному страху, болю, смутку, жалю, злості чи радості.

## Механізм плачу
Плач проявляється в особливих дихальних рухах, міміці та сльозотечею. Характерні зміни дихання — за вдиханням наступає не один видих, а ряд то коротких, то протяжних видихів з мінливим ритмом. Дихальна щілина при цьому відкрита, тому плач, подібно до сміху, супроводжується характерними звуками. Кровоносні судини обличчя, особливо очей, наповнюються кров'ю, — обличчя червоніє, а слізні залози, внаслідок рясного припливу крові, починають посилено виділяти сльози. Людина, що плаче, несвідомо закриває очі, щоб протидіяти розширенню кровоносних судин ока. Надмірний приплив крові, пов'язаний з цим розширенням, міг би пошкодити тканини ока, тому повіки перешкоджають переповнення кровоносних судин ока.

## Значення
Природні фізичні прояви стресу, до яких відноситься плач, дуже важливі для підтримування здоров'я і зменшення стресу.